# Sponsio
Sponsio — в Древнем Риме в частном праве торжественное обещание. На стандартный вопрос, содержащий слово spondes? требовалось дать утвердительный ответ по той же форме со словом spondeo, после чего договор считался заключённым. Вероятнее всего, название происходит от др.-греч. σπένδω, «совершаю возлияние». Данная форма клятвы использовалась только между римским гражданами и произносилась только на латыни. По одному из предположений, первоначально представляло собой чисто сакральную клятву, которой обещавший что-либо подтверждал обещание.
Встречается при обручениях, ручательствах (лат. intercessio), частных договорах и сделках (stipulatio) и как весьма важное обстоятельство в гражданском процессе. Здесь sponsio представляло собой пари, которое держалось обеими сторонами в том, чтобы проигравший дело платил определенную сумму денег; это пари служило как бы введением к процессу в суде, который должен был решить, чья сторона утверждает истину. Sponsio poenalis имело целью уплату пари при процессах, как наказание проигравшему, и было весьма обычно при судопроизводстве, относящемся к спору о владении (в противоположность к спору о собственности). Существовало sponsio praeiudicialis, в котором весь процесс зависел от решения этого sponsio: кто проиграл sponsio, тот не платил небольшой условленной суммы, но проигрывал весь процесс.